# Takashi Tezuka

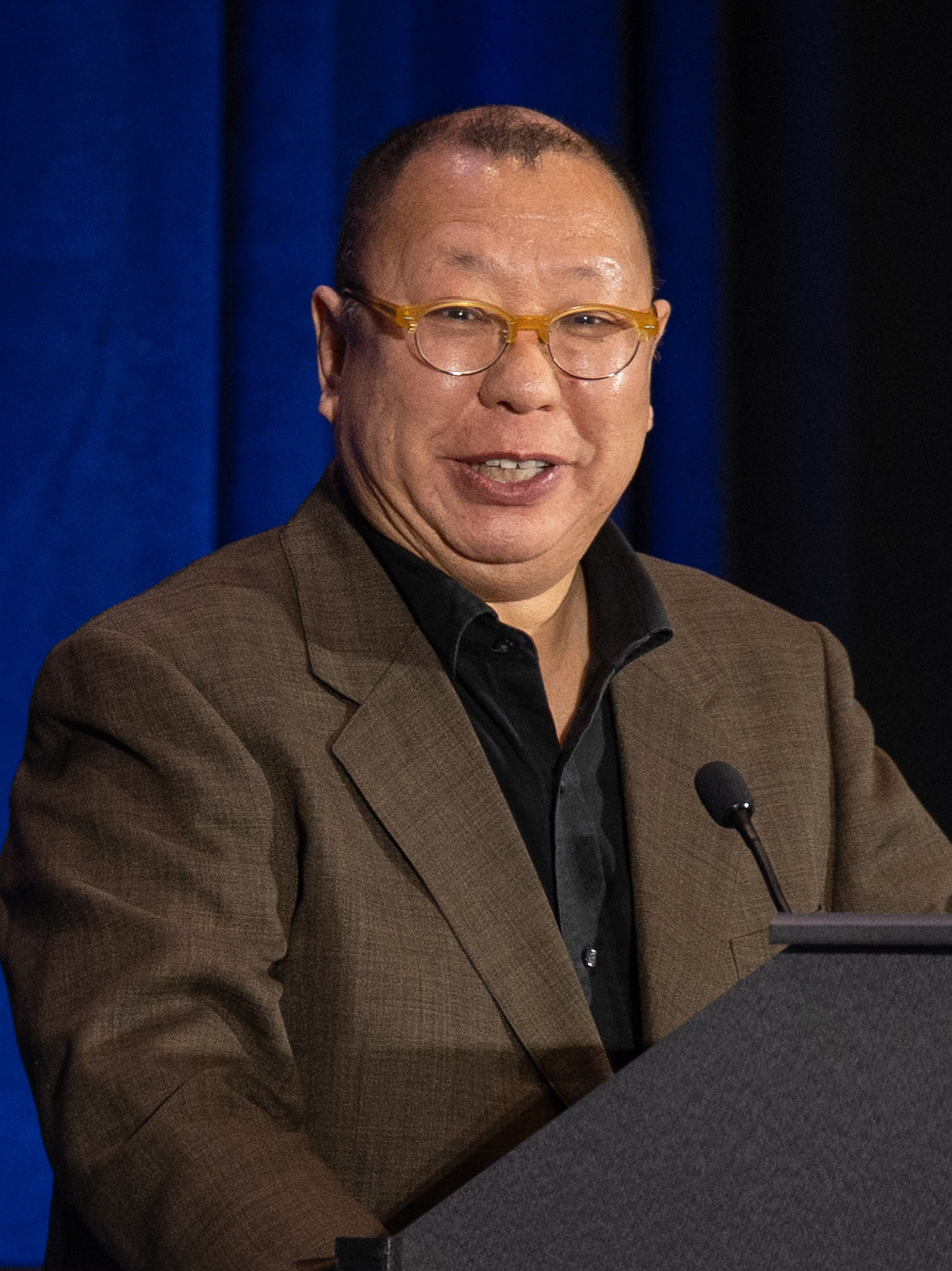
Takashi Tezuka (2024)

Takashi Tezuka (jap. 手塚 卓志, Tezuka Takashi; * 17. November 1960 in Osaka; Pseudonym Ten Ten) ist ein japanischer Spieleentwickler bei Nintendo. Er arbeitet seit 1985 an Mario- und Zelda-Spielen und ist Vorstandsmitglied von Nintendo EPD.

## Leben
Takashi Tezuka wurde 1960 in Osaka, Japan, geboren. Er studierte an der Kunsthochschule Ōsaka (engl. Osaka University of Arts) und graduierte. 1984 stieß er zu der Firma Nintendo und arbeitet seitdem mit dem bedeutenden Videospielentwickler Shigeru Miyamoto zusammen. Das erste gemeinsame Werk der beiden Entwickler war das Famicom-Spiel Devil World, das Ende 1984 erschien. Anschließend arbeiteten sie mit anderen am Spiel Super Mario Bros., wobei Tezuka Co-Direktor war. Das Spiel wurde sehr erfolgreich. Zugleich arbeiteten sie an The Legend of Zelda mit Tezuka als Co-Direktor und Grafik-Designer. Weitere wichtige Spiele mit Tezukas Beteiligung waren Super Mario Bros. 2 und Super Mario Bros. 3, bevor er mit einem großen Team an Super Mario World arbeitete und dort die Rolle des leitenden Direktors annahm. Seitdem arbeitet er bei Nintendo als Produzent, Direktor, Designer oder Supervisor und wirkte so an einigen weiteren bedeutenden Spielen wie Super Mario 64 oder Super Mario Galaxy mit.
Neben der Super-Mario-Serie zeichnete Tezuka verantwortlich für weitere Spiele der Zelda-Serie, so The Legend of Zelda: A Link to the Past, Link’s Awakening und Ocarina of Time. Außerdem produzierte er Pikmin 2 und ist für die Animal-Crossing-Reihe verantwortlich.
Zusammen mit Miyamoto war Tezuka Manager von Nintendo Entertainment Analysis & Development (EAD), der größten internen Entwicklungsabteilung bei Nintendo, und überwachte in dieser Position die Spieleentwicklung. Seit der Auflösung der Nintendo EAD fungiert er als Vorstandsmitglied des Nachfolgestudios Nintendo EPD.
Tezukas Beteiligung an den bedeutendsten Videospielen der Industrie über mehrere Jahrzehnte machte ihn zu einem bekannten und einflussreichen Spieleentwickler. Er arbeitete an den wichtigsten Spielen der Firma mit. Die Internetseite IGN platzierte ihn auf Platz 53 der 100 besten Videospielentwickler.

## Spiele mit Tezukas Beteiligung
- Devil World (1984)
- The Legend of Zelda (1986)
- Super Mario Bros. (1985)
- Super Mario World (1990)
- Super Mario Bros. 3 (1988)
- The Legend of Zelda: Link’s Awakening (1993)
- The Legend of Zelda: A Link to the Past (1991)
- Super Mario World 2: Yoshi’s Island (1995)
- Tetris Attack (1995)
- Yoshi’s Story (1997)
- Super Mario 64 (1996)
- Game & Watch Gallery (1997)
- Star Fox 64 (1997)
- The Legend of Zelda: Link’s Awakening DX (1998)
- The Legend of Zelda: Ocarina of Time (1998)
- Super Smash Bros. (1999)
- Game & Watch Gallery 2 (1998)
- Mario Golf (1999)
- Super Mario Bros. Deluxe (1999)
- Paper Mario (2000)
- Game & Watch Gallery 3 (1999)
- The Legend of Zelda: Majora’s Mask (2000)
- Mario Tennis (2000)
- Super Mario World: Super Mario Advance 2 (2001)
- Super Smash Bros. Melee (2001)
- Mario Kart: Super Circuit (2001)
- Pikmin (2001)
- The Legend of Zelda: Oracle of Seasons (2001)
- Luigi’s Mansion (2001)
- Hamtaro: Ham-Hams Unite! (2001)
- The Legend of Zelda: Oracle of Ages (2001)
- Yoshi’s Island: Super Mario Advance 3  (2002)
- Animal Crossing (2001)
- The Legend of Zelda: The Wind Waker (2002)
- Super Mario Sunshine (2002)
- Hamtaro: Ham Ham Heartbreak (2002)
- The Legend of Zelda: Ocarina of Time/Master Quest (2002)
- Mario Party 5 (2003)
- Super Mario Advance 4: Super Mario Bros. 3 (2003)
- Mario Kart: Double Dash!! (2003)
- Mario & Luigi: Superstar Saga (2003)
- The Legend of Zelda Collector's Edition (2003)
- Mario Golf: Toadstool Tour (2003)
- Pikmin 2 (2004)
- Yoshi’s Universal Gravitation (2004)
- Mario Power Tennis (2004)
- Paper Mario: Die Legende vom Äonentor (2004)
- Mario Party 6 (2004)
- Mario Pinball Land (2004)
- The Legend of Zelda: The Minish Cap (2004)
- Mario Golf: Advance Tour (2004)
- Donkey Kong Jungle Beat (2004)
- The Legend of Zelda: Four Swords Adventures (2004)
- Star Fox Assault (2005)
- Yoshi Touch & Go (2005)
- Mario Superstar Baseball (2005)
- Mario Tennis: Power Tour (2005)
- Mario Party 7 (2005)
- Mario Party Advance (2005)
- Donkey Kong: King of Swing (2005)
- Mario & Luigi: Zusammen durch die Zeit (2005)
- Animal Crossing: Wild World (2005)
- Big Brain Academy (2005)
- Odama (2006)
- Yoshi’s Island DS (2006)
- The Legend of Zelda: Twilight Princess (2006)
- New Super Mario Bros. (2006)
- Mario Party DS (2007)
- Super Paper Mario (2007)
- The Legend of Zelda: Phantom Hourglass (2007)
- Mario Party 8 (2007)
- Big Brain Academy für Wii (2007)
- Donkey Kong: Jungle Climber (2007)
- Super Smash Bros. Brawl (2008)
- Super Mario Galaxy (2007)
- Captain★Rainbow (2008)
- Mario Super Sluggers (2008)
- New Super Mario Bros. Wii (2009)
- Animal Crossing: Let’s Go to the City (2008)
- The Legend of Zelda: Spirit Tracks (2009)
- Mario & Luigi: Abenteuer Bowser (2009)
- Super Mario Galaxy 2 (2010)
- Yoshi’s New Island (2013)
- Super Mario Maker (2015)
- Yoshi’s Woolly World (2015)
- Super Mario Run (2016)
- Super Mario Maker 2 (2019)
- 51 Worldwide Games (2020)
- Pikmin 3 Deluxe (2020)